# East London Mosque
Mellan Whitechapel och Aldgate i inre London-distriktet Tower Hamlets, England, ligger moskén East London Mosque belägen, mitt bland ett större bengali-muslimskt samhälle, nära hörnan av City of London, huvudstadens verksamma affärsområde, och bara några kilometer från det snabbt expanderande London Docklands.
Det är en av de största moskéerna i Storbritannien. Den stod klar 1985 men utökades nyligen (2004) till att även inrymma the London Muslim Centre, och består nu av två stora hallar, ett seminarium, ett daghem och en folkskola. Detta är utöver den ursprungliga byggnaden, vilken enbart används för böner och gudstjänster.